# Крапельне зрошування

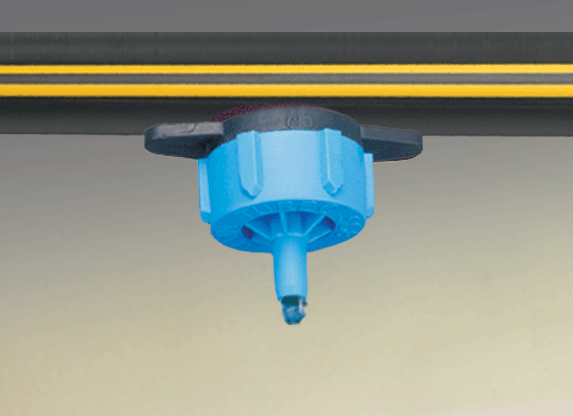
Дозатор-крапельниця у роботі

Крапельне зрошування — метод поливу рослин, при якому вода подається безпосередньо у прикореневу зону рослини регульованими малими порціями з допомогою спеціальних дозаторів-крапельниць. Дозволяє радикально зменшити кількість води для поливу і суттєво раціоналізувати її витрати. Крапельне зрошування обумовлює більш ранній урожай, не викликає ерозії ґрунту.

## Історія
Вперше метод широко використано у Ізраїлі, де в умовах дефіциту води в 1950-х роках почалися досліди з крапельного зрошування.